# Épouse-moi mon pote
Épouse-moi mon pote es una película francesa de comedia de 2017. Es la primera película dirigida por Tarek Boudali. Él además interpreta el papel protagonista. La película fue estrenada el 25 de octubre de 2017 en cines franceses.

## Sinopsis
Yassine, un joven marroquí que vive y estudia en París con una visa de estudiante, está a punto de ser deportado. Para evitarlo, se le ocurre pedirle a su mejor amigo Fred que se case con él. Sin embargo, las cosas se complican cuando el tenaz inspector asignado al caso hace todo lo que está en sus manos para asegurarse de que no se trate de un matrimonio por conveniencia.

## Reparto
- Tarek Boudali como Yassine.
- Philippe Lacheau como Fred.
- Charlotte Gabris como Lisa.
- Andy Raconte como Claire.
- David Marsais como Stan.
- Baya Belal como Ima.
- Philippe Duquesne como Dussart.
- Doudou Masta como Daoud.
- Nadia Kounda como Sana.
- Julien Arruti como The blind.
- Zinedine Soualem como el padre de Yassine.
- Yves Pignot como El Alcalde.
- Ramzy Bedia como A qatari.